# Centro Empresarial Nações Unidas
O Centro Empresarial Nações Unidas (CENU) é um complexo empresarial localizado no bairro de Cidade Monções, distrito de Itaim Bibi, na cidade de São Paulo, Brasil. Está situado entre as Avenidas Nações Unidas e Luís Carlos Berrini, com entrada principal por esta última. Atualmente, é uma das regiões mais valorizadas da capital paulista. 
Tem no total 277.446,18 metros quadrados de área construída, incluindo o centro comercial e as torres Oeste, Norte e Leste, e cerca de 166.105 metros quadrados de área bruta locável.
O projeto, criado em 1989 pelos arquitetos Alberto Botti e Marc Rubin, com o paisagismo assinado pelo escritório Burle Marx, só foi concluído em torno dos anos 2000, devido a problemas econômicos.
- A Torre Norte, a mais alta do complexo, é um dos maiores edifícios do Brasil, com 158 metros[1] de altura e 152 mil m² de área construída. Atualmente, a torre é sede de várias empresas multinacionais, como, por exemplo, Polycom, a Microsoft[2], a Hewlett-Packard, a Monsanto[3], a Towers Watson[4], a Unilever e a Global Village Telecom (GVT).

- A Torre Leste teve que ser reprojetada internamente para abrigar um hotel de luxo, o Hilton - Morumbi.

- A Torre Oeste é usada para escritórios assim como a Norte. É nela que está localizado o Escritório Central da Toyota, da IBM, da Cisco Systems, da Samsung, da Laureate International Universities, da Webfones, da Rcell Telecom e da Alcoa[5].
- A Tower Bridge Corporate, a mais recente das torres, que abriga a Rádio Globo e a CBN.

- O complexo ainda possui as Torres Sul com 18 andares[6], e Plaza I com 17 andares[7]. Ambas foram inauguradas em 2004 e abrigam diversos escritórios.

- O complexo possui uma ligação subterrânea com o complexo empresarial vizinho, o World Trade Center de São Paulo.

- Atualmente é considerado um cartão-postal da cidade, por estar ao fundo da Ponte Estaiada, tornando-o famoso nas fotos relacionados à ponte.

## Eventos
No dia 8 de novembro de 2008, o complexo recebeu a reunião do G20, que tinha como destaque a atual crise financeira dos Estados Unidos da América, que, por ser a nação mais rica e influente do mundo, fez com que essa crise nacional se tornasse global.
Em 5 de setembro de 2020, o topo da Tower Bridge Corporate recebeu a final do segundo split de 2020 do Campeonato Brasileiro de League of Legends. Foram utilizadas composições em realidade aumentada no entorno do arranha-céu para criar o show de abertura. A visão da cidade a partir do topo junto da iluminação especial da Ponte Octávio Frias de Oliveira serviram de composição de cenário para a transmissão do evento. A INTZ e-Sports sagrou-se campeã vencendo a Pain Gaming por 3x1.